# Francisco Fernández (calciatore)
Francisco Javier Fernández Torrejón (Santiago del Cile, 19 agosto 1975) è un ex calciatore cileno, di ruolo difensore.